# 최서일
최서일(崔瑞日, 1906년 9월 27일 ~ 1970년 7월 24일, 서울)은 대한민국의 정치인이다. 제6대 국회의원을 지냈으며 제5대 해무청장이다. 본관은 통천(通川)이다.

## 생애
1906년에 서울에서 출생하였다. 동경제국대 수산대를 졸업하였으며 대학 졸업 이후 조선총독부 산업기사를 지냈다. 
해방 이후 조선수산개발 사장으로 사업을 펼치다 공직에 들어섰다. 대한민국 정부 수립 이후 상공부 수산국장과 초대 해무국장을 지냈다. 1960년에는 제5대 해무청장에 임명되었다. 
1963년 제6대 국회의원 선거를 앞두고 민주공화당의 공천을 받아 완도군 선거구에 출마했으며 25.04%의 득표율을 기록하면서 당선되었다. 민주공화당 중앙상임위원을 지냈다. 
1970년 7월 24일에 사망하였으며 양주군 모란공원에 묘를 위치하였다.

## 역대 선거 결과
| 실시년도 | 선거   | 대수 | 직책     | 선거구      | 정당       | 득표수   | 득표율          | 순위 | 당락 | 비고 |
| -------- | ------ | ---- | -------- | ----------- | ---------- | -------- | --------------- | ---- | ---- | ---- |
| 1963년   | 총선   | 6대  | 국회의원 | 전남 완도군 | 민주공화당 | 11,119표 | \| \| 25.04% \| | 1위  |      | 초선 |
|          | 25.04% |      |          |             |            |          |                 |      |      |      |